# Marsaxlokk FC
A Marsaxlokk FC máltai labdarúgócsapat. A klubot 1949-ben alapítottak, székhelye Marsaxlokk városában található. Jelenleg a máltai élvonalban szerepel. Legnagyobb sikerét a 2006–2007-es bajnoki idényben érte el, mikor fennállása során először máltai bajnoki címet szerzett.

## Korábbi nevei
- 1949–1954: Marsaxlokk White Stars

1954 óta jelenlegi nevén szerepel.

## Sikerei
- Máltai élvonal (Premier League Malti)
  - Bajnok (1 alkalommal): 2007
  - Ezüstérmes (1 alkalommal): 2008
  - Bronzérmes (1 alkalommal): 2006

- Máltai kupa:
  - Ezüstérmes (1 alkalommal): 2004

- Máltai szuperkupa:
  - Ezüstérmes (1 alkalommal): 2007

## Eredmények

### Európaikupa-szereplés

#### Összesítve
| Kupa            | J | GY | D | V | LG–RG |
| --------------- | - | -- | - | - | ----- |
| Bajnokok Ligája | 2 | 0  | 0 | 2 | 1–9   |
| UEFA-kupa       | 4 | 0  | 0 | 4 | 0–11  |
| Intertotó-kupa  | 2 | 0  | 1 | 1 | 1–4   |
| Összesítve      | 8 | 0  | 1 | 7 | 2–24  |

#### Szezonális bontásban
| Idény     | Kupa            | Forduló         | Klub            | 1. mérk. | 2. mérk. |
| --------- | --------------- | --------------- | --------------- | -------- | -------- |
| 2003–2004 | UEFA-kupa       | 1. selejtezőkör | Primorje        | 0–1      | 0–2      |
| 2006      | Intertotó-kupa  | 1. forduló      | Zrinjski Mostar | 0–3      | 1–1      |
| 2007–2008 | Bajnokok Ligája | 1. selejtezőkör | FK Sarajevo     | 0–6      | 1–3      |
| 2008–2009 | UEFA-kupa       | 1. selejtezőkör | Slaven Belupo   | 0–4      | 0–4      |

Megjegyzés: Az eredmények minden esetben a Marsaxlokk FC szemszögéből értendőek, a félkövéren jelölt mérkőzéseket pályaválasztóként játszotta.